# 黃朝聘
黃朝聘（1517年—？），字希尹，號韋軒，廣東廣州府順德縣人，民籍，明朝政治人物。

## 生平
嘉靖二十五年（1546年）丙午科廣東鄉試第五十四名舉人。嘉靖二十九年（1550年）中式庚戌科會試第十七名，三甲第二十八名進士。授華亭知县，擢户部主事，升郎中，四十二年（1563年）三月以考察降为温州府同知，摄府事，又署乐清县事。升贵州黎平府知府。

## 家族
曾祖黃元；祖父黃培；父黃忱。前母談氏；母歐氏。慈侍下。弟朝夢、朝觐、朝載。